# Epi Info
Epi Info ist eine Statistik-Software für Epidemiologie. Sie ist gemeinfrei und stammt von der US-amerikanischen Gesundheitsbehörde Centers for Disease Control and Prevention.
Mit Epi Info können Befragungen erstellt werden und Daten bearbeitet, analysiert und veranschaulicht werden. Die Funktionen orientieren sich am Bedarf im Bereich Public Health, insbesondere Epidemiologie. Unterstützte Verfahren sind Maße der deskriptiven Statistik, Risikokennwerte, t-Tests, Varianzanalyse, lineare Regression, logistische Regression und Ereigniszeitanalyse. Ergebnisse können mit Hilfe geografischer Karten dargestellt werden. Für Stichproben gibt es die Möglichkeiten der geschichteten Zufallsstichprobe, der Klumpenstichprobe, der Mehrebenenstichprobe sowie Stichproben mit ungleichen Inklusionswahrscheinlichkeiten.
Es gibt Anbindungen zu Webbrowsern, Visual Basic Classic und Datenbanken auf Basis von MySQL und ODBC sowie Microsoft Access. Im November 2008 erschien Version 7, welche die erste Open-Source-Version von Epi Info ist.